# 大冢龟太郎
第十四世井上因碩（1831年—1904年），日本圍棋棋手，生於相模國，幻庵因碩的門徒，本名大塚龜太郎。

## 生平
1847年以二三局差三連勝其師幻庵，因而從無段直接授予三段免狀，之後周遊各國打遍各地好手，被稱為鬼龜。1871年遇上日野和秀石（岡田秀積）讓先獲勝，秀石安排下獲得坊門的五段免狀，當時井上家與本因坊家正是死對頭，不過井上家家督松本因碩認可了此事。
1890年升上六段，在關西地區算是棋界元老，隔年松本因碩在神戶客死他鄉，但並無立定跡目，松本高徒小林鐵次郎當時已是方圓社的幹部，不能勝任；因為松本因碩晚年在關西地區貢獻不少，在關西地區的有志人士推薦下，將與井上家有淵源的大塚龜太郎繼任家督，是為第十四世井上因碩，或稱井上大塚因碩，不過由於當時已為現代化時代，家元並不受重視，稱之大塚龜太郎亦無不可（如本因坊秀甫人多稱之為村賴秀甫）。
之後大塚因碩在大阪成立關西圍棋俱樂部，對關西地區貢獻極大，並被薦舉為八段（或稱準名人），並將在東京松本因碩家中的井上家文物做了整理。1904年去世，葬在大阪光明寺，傳位給門徒田淵米藏。

## 外部連結
日本圍棋故事